# Aérodrome de Montélimar - Ancône
 (avril 2025).
L’aérodrome de Montélimar - Ancône (code OACI : LFLQ) est un aérodrome du département de Drôme, situé à Montélimar.

## Situation
L'aérodrome est situé à 2,5 km nord-nord-ouest de Montélimar.

## Agrément
L'aérodrome de Montélimar - Ancône fait partie de la liste n° 1 (aérodromes ouverts à la circulation aérienne publique) des aérodromes autorisés au 31 janvier 2010 (décret : NOR :DEVA1012766K ).

## Équipements
[Interprétation personnelle ?]
L'aérodrome de Montélimar - Ancône est équipé de deux pistes en herbe :
| Numéro  | QFU     | Dimensions    | Nature      | TODA      | ASDA      | LDA       |
| ------- | ------- | ------------- | ----------- | --------- | --------- | --------- |
| 02 20   | 020 200 | 1200 m x 80 m | Non revêtue | 1200 1200 | 1200 1200 | 1200 1200 |
| 02L 20R | 020 200 | 270 m x 23 m  | Non revêtue |           |           |           |

## Rattachements
Montélimar - Ancône est un petit aérodrome ne disposant pas de services de la DGAC. Pour l'information aéronautique, la préparation des vols et le dépôt des plans de vol il est rattaché au BRIA (Bureau régional d'information aéronautique) de l'aéroport de Lyon-Saint-Exupéry. Le suivi des vols sous plan de vol et le service d'alerte sont assurés par le BTIV (Bureau de télécommunications et d'information de vol) du Centre en route de la navigation aérienne Sud-Est situé à Aix-en-Provence.